# 대한민국의 동성결혼 인식
대한민국의 동성결혼 인식에 관한 문서이다.
대한민국은 동성결혼, 시민결합, 동성커플에 대한 다른 형태의 법적 결합을 인정하지 않는다. 2023년 2월 21일, 항소법원은 정부 건강 보험이 동성 커플에게 배우자 보장을 제공해야 한다고 판결했다. 이는 한국에서 “동성 커플에 대한 사회적 혜택을 법적으로 인정한 최초의 사건”이다. 2024년 7월 18일, 대법원 전원합의체는 국민건강보험공단의 상고를 기각했고, 원심의 원고 승소 판결을 확정했다. 현행 민법상 인정되지 않는 동성 부부의 법적 권리를 일부나마 한국 대법원이 처음으로 인정한 판례다. 
여론 조사에 따르면 한국에서 동성결혼에 대한 지지가 높아지고 있는 것으로 나타났다. 2023년 퓨 연구센터(Pew Research Center) 여론조사에 따르면 한국인의 41%가 동성결혼을 지지했고, 56%는 반대했으며, 3%는 모르거나 거부한 것으로 나타났다. 이는 입소스(Ipsos)와 갤럽 (기업)(Gallup) 조사에 따르면 한국인의 26%와 34%가 동성결혼을 지지했던 2013년과 2017년에 비해 증가한 수치이다.

## 같이 보기
- 대한민국의 성소수자 권리